# Brun kroknäbb
Brun kroknäbb (Clytorhynchus pachycephaloides) är en fågel i familjen monarker inom ordningen tättingar.

## Utbredning och systematik
Brun kroknäbb delas in i två underarter:
- C. p. pachycephaloides – förekommer på Nya Kaledonien
- C. p. grisescens – förekommer i Vanuatu samt på Torres- och Banks Islands (sydöstra Melanesien)

## Status
Trots det begränsade utbredningsområdet och att den tros minska i antal anses beståndet vara livskraftigt av internationella naturvårdsunionen IUCN. 